# NGC 7084
NGC 7084 est un très vieil amas ouvert situé dans la constellation de Pégase. Il a été découvert par l'astronome britannique John Herschel en 1825.
NGC 7084 est à 765 ± 35 pc (∼2 500 al) du système solaire et les dernières estimations donnent un âge de 1,5 ± 0,06 milliards d'années. La taille apparente de l'amas est de 16,0 minutes d'arc, ce qui, compte tenu de la distance et grâce à un calcul simple, équivaut à une taille réelle de 11,6 ± 0,5 al.
Wolfgang Steinicke ainsi que le professeur Seligman considèrent NGC 7084 comme un groupe d'étoiles et non comme un amas ouvert. De plus, NGC 7084 ne figure pas sur le site WEBDA qui est consacré aux amas ouverts et la base de données Simbad considère qu'il ne s'agit pas d'un objet, mais d'un artéfact ou d'une erreur. Cependant, les bases de données HyperLeda et NASA/IPAC le considèrent comme un amas ouvert.